# یورونکست ۱۰۰
یورونکست ۱۰۰ (انگلیسی: Euronext 100) شاخص بازار بورس یورونکست است، که در سال ۱۹۹۱ راه‌اندازی شد و هم‌اکنون از ۱۰۰ شرکت تشکیل می‌شود.